# Rally della Nuova Zelanda 2002
Il Rally della Nuova Zelanda 2002, ufficialmente denominato 33rd Propecia Rally New Zealand (32nd Propecia Rally New Zealand secondo altre fonti), è stata l'undicesima tappa del campionato del mondo rally 2002 nonché la trentatreesima edizione del Rally della Nuova Zelanda e la ventiduesima con valenza mondiale. La manifestazione si è svolta dal 4 al 6 ottobre sugli sterrati che attraversano i territori nord-occidentali dell'Isola del Nord nell'area attorno ad Auckland, base designata per il rally.
L'evento è stato vinto dal finlandese Marcus Grönholm, navigato dal connazionale Timo Rautiainen, al volante di una Peugeot 206 WRC (2002) della squadra Peugeot Total, davanti alla coppia formata dai connazionali nonché compagni di squadra Harri Rovanperä e Voitto Silander, e all'altro equipaggio finlandese composto da Tommi Mäkinen e Kaj Lindström, su una Subaru Impreza WRC2002 del team 555 Subaru WRT.
Con questo risultato Grönholm si aggiudicò matematicamente il mondiale piloti con due gare di anticipo e bissò quindi il titolo vinto due anni prima. La squadra Peugeot si assicurò inoltre per la terza volta consecutiva il campionato costruttori addirittura prima del termine dell'evento in quanto Markko Märtin, pilota alla guida della seconda vettura Ford (unica rivale rimasta per il titolo), dovette ritirarsi nella PS14, consegnando di fatto l'alloro iridato alla squadra francese, la quale totalizzò comunque il massimo dei punti con il primo e il secondo posto ottenuti da Grönholm e Rovanperä.
In Nuova Zelanda si disputava anche la settima tappa del campionato PWRC, che ha visto vincere l'equipaggio finlandese costituito da Kristian Sohlberg e Jukka Aho su Mitsubishi Lancer Evo VII, i quali sono giunti inoltre al 14º posto nella graduatoria generale.

## Dati della prova
| Denominazione ufficiale             | Propecia Rally New Zealand |
| Edizione N°                         | 33 |
| Tappa N°                            | 12 di 14 |
| Data manifestazione                 | da venerdì 04/10/2002 a domenica 06/10/2002 |
| Sede ospitante                      | Auckland (distretto di Auckland, Regione di Auckland) |
| Sedi del parco assistenza           | Prima frazione: Raglan (distretto di Waikato, Waikato); Manukau, Auckland (distretto di Auckland, Regione di Auckland). Seconda frazione: Ruawai (distretto di Kaipara, Northland). Terza frazione: Te Kauwhata (distretto di Waikato, Waikato). |
| Superficie                          | Terra |
| Direttore di gara                   | Morrie Chandler |
| Iscritti                            | 82 |
| Partiti                             | 81 |
| Arrivati                            | 42 (51,9%) |
| Prove speciali                      | 26 |
| Prova più breve                     | 2,10 km (PS7 e PS8: Manukau Super) |
| Prova più lunga                     | 59,00 km (PS11: Parahi - Ararua) |
| Prova più lenta                     | velocità media di 82,80 km/h (PS4: Whaanga Coast) |
| Prova più veloce                    | velocità media di 119,86 km/h (PS9: Mititai Finish) |
| Lunghezza prove speciali            | 411,40 km (23% della distanza totale) |
| Lunghezza complessiva trasferimenti | 1381,08 km |
| Distanza totale                     | 1792,48 km |

## Itinerario
| Frazione 1 (4 ott) |        | 07:40  | Assistenza – Raglan (20 min)             | –        | 117,08 km |  |  |
| Frazione 1 (4 ott) | PS1    | 08:58  | Te Akau North                            | 32,37 km | 117,08 km |  |  |
| Frazione 1 (4 ott) |        | 10:28  | Assistenza – Raglan (20 min)             | –        | 117,08 km |  |  |
| Frazione 1 (4 ott) | PS2    | 11:06  | Maungatawhiri                            | 6,52 km  | 117,08 km |  |  |
| Frazione 1 (4 ott) | PS3    | 11:29  | Te Papatapu 1                            | 16,62 km | 117,08 km |  |  |
| Frazione 1 (4 ott) | PS4    | 12:02  | Whaanga Coast                            | 29,60 km | 117,08 km |  |  |
| Frazione 1 (4 ott) |        | 13:15  | Assistenza – Raglan (20 min)             | –        | 117,08 km |  |  |
| Frazione 1 (4 ott) | PS5    | 13:53  | Te Hutewai                               | 11,15 km | 117,08 km |  |  |
| Frazione 1 (4 ott) | PS6    | 14:21  | Te Papatapu 2                            | 16,62 km | 117,08 km |  |  |
| Frazione 1 (4 ott) |        | 15:05  | Assistenza – Raglan (45 min)             | –        | 117,08 km |  |  |
| Frazione 1 (4 ott) | PS7    | 19:00  | Manukau Super 1                          | 2,10 km  | 117,08 km |  |  |
| Frazione 1 (4 ott) | PS8    | 19:30  | Manukau Super 2                          | 2,10 km  | 117,08 km |  |  |
| Frazione 1 (4 ott) |        | 19:40  | Assistenza – Manukau (Auckland) (10 min) | –        | 117,08 km |  |  |
|                    |        |        |                                          |          |           |  |  |
| Frazione 2 (5 ott) |        | 08:18  | Assistenza – Ruawai (20 min)             | –        | 204,13 km |  |  |
| Frazione 2 (5 ott) | PS9    | 09:13  | Mititai Finish                           | 20,15 km | 204,13 km |  |  |
| Frazione 2 (5 ott) | PS10   | 09:51  | Tokatoka 1                               | 10,15 km | 204,13 km |  |  |
| Frazione 2 (5 ott) |        | 10:11  | Assistenza – Ruawai (20 min)             | –        | 204,13 km |  |  |
| Frazione 2 (5 ott) | PS11   | 11:01  | Parahi - Ararua                          | 59,00 km | 204,13 km |  |  |
| Frazione 2 (5 ott) |        | 12:58  | Assistenza – Ruawai (20 min)             | –        | 204,13 km |  |  |
| Frazione 2 (5 ott) | PS12   | 14:13  | Batley                                   | 17,46 km | 204,13 km |  |  |
| Frazione 2 (5 ott) | PS13   | 14:41  | Waipu Gorge                              | 11,24 km | 204,13 km |  |  |
| Frazione 2 (5 ott) | PS14   | 14:59  | Brooks                                   | 16,03 km | 204,13 km |  |  |
| Frazione 2 (5 ott) | PS15   | 15:27  | Paparoa Station                          | 11,64 km | 204,13 km |  |  |
| Frazione 2 (5 ott) |        | 16:07  | Assistenza – Ruawai (20 min)             | –        | 204,13 km |  |  |
| Frazione 2 (5 ott) | PS16   | 17:17  | Cassidy                                  | 21,64 km | 204,13 km |  |  |
| Frazione 2 (5 ott) | PS17   | 18:00  | Mititai                                  | 26,67 km | 204,13 km |  |  |
| Frazione 2 (5 ott) | PS18   | 18:43  | Tokatoka 2                               | 10,15 km | 204,13 km |  |  |
| Frazione 2 (5 ott) |        | 19:08  | Assistenza – Ruawai (45 min)             | –        | 204,13 km |  |  |
|                    |        |        |                                          |          |           |  |  |
| Frazione 3 (6 ott) |        | 07:05  | Assistenza – Te Kauwhata (20 min)        | –        | 90,19 km  |  |  |
| Frazione 3 (6 ott) | PS19   | 08:08  | Otorohea Trig                            | 4,62 km  | 90,19 km  |  |  |
| Frazione 3 (6 ott) | PS20   | 08:31  | Te Akau South                            | 32,43 km | 90,19 km  |  |  |
| Frazione 3 (6 ott) |        | 10:01  | Assistenza – Te Kauwhata (20 min)        | –        | 90,19 km  |  |  |
| Frazione 3 (6 ott) | PS21   | 10:49  | Ridge 1                                  | 8,53 km  | 90,19 km  |  |  |
| Frazione 3 (6 ott) | PS22   | 11:05  | Campbell 1                               | 7,44 km  | 90,19 km  |  |  |
| Frazione 3 (6 ott) | PS23   | 11:23  | Ridge 2                                  | 8,53 km  | 90,19 km  |  |  |
| Frazione 3 (6 ott) | PS24   | 11:39  | Campbell 2                               | 7,44 km  | 90,19 km  |  |  |
| Frazione 3 (6 ott) | PS25   | 12:22  | Fyfe 1                                   | 10,60 km | 90,19 km  |  |  |
| Frazione 3 (6 ott) | PS26   | 12:52  | Fyfe 2                                   | 10,60 km | 90,19 km  |  |  |
| Frazione 3 (6 ott) |        | 13:32  | Assistenza – Te Kauwhata (20 min)        | –        | 90,19 km  |  |  |
| Totale             | Totale | Totale | Totale                                   | Totale   | 411,40 km |  |  |

## Risultati

### Classifica
| Pos.                   | Nº       | Pilota              | Co-pilota        | Auto                          | Squadra                      | Classe    | Tempo     | Distacco | Punti    |
| Generale               | Generale | Generale            | Generale         | Generale                      | Generale                     | Generale  | Generale  | Generale | Generale |
| ---------------------- | -------- | ------------------- | ---------------- | ----------------------------- | ---------------------------- | --------- | --------- | -------- | -------- |
| 1.                     | 2        | Marcus Grönholm     | Timo Rautiainen  | Peugeot 206 WRC (2002)        | Peugeot Total                | WRC       | 3h58'45"4 | –        | 10       |
| 2.                     | 3        | Harri Rovanperä     | Voitto Silander  | Peugeot 206 WRC (2002)        | Peugeot Total                | WRC       | 4h02'33"0 | +3'47"6  | 6        |
| 3.                     | 10       | Tommi Mäkinen       | Kaj Lindström    | Subaru Impreza WRC2002        | 555 Subaru WRT               | WRC       | 4h03'11"7 | +4'26"3  | 4        |
| 4.                     | 4        | Carlos Sainz        | Luis Moya        | Ford Focus RS WRC 02          | Ford Rallye Sport            | WRC       | 4h04'34"3 | +5'48"9  | 3        |
| 5.                     | 19       | Juha Kankkunen      | Juha Repo        | Hyundai Accent WRC3           | Hyundai Castrol WRT          | WRC       | 4h05'55"6 | +7'10"2  | 2        |
| 6.                     | 18       | Freddy Loix         | Sven Smeets      | Hyundai Accent WRC3           | Hyundai Castrol WRT          | WRC       | 4h06'37"9 | +7'52"5  | 1        |
| 7.                     | 23       | Gilles Panizzi      | Hervé Panizzi    | Peugeot 206 WRC (2002)        | Peugeot Total                | WRC       | 4h07'09"8 | +8'24"4  | -        |
| 8.                     | 15       | Toni Gardemeister   | Paavo Lukander   | Škoda Octavia WRC Evo3        | Škoda Motorsport             | WRC       | 4h07'41"5 | +8'56"1  | -        |
| 9.                     | 7        | François Delecour   | Daniel Grataloup | Mitsubishi Lancer WRC2        | Marlboro Mitsubishi Ralliart | WRC       | 4h09'29"0 | +10'43"6 | -        |
| 10.                    | 17       | Armin Schwarz       | Manfred Hiemer   | Hyundai Accent WRC3           | Hyundai Castrol WRT          | WRC       | 4h10'20"2 | +11'34"8 | -        |
| Campionato piloti PWRC |          |                     |                  |                               |                              |           |           |          |          |
| 1. (14.)               | 75       | Kristian Sohlberg   | Jakke Honkanen   | Mitsubishi Lancer Evo VII     | -                            | N4 / PWRC | 4h18'20"5 | –        | 10       |
| 2. (15.)               | 73       | Martin Rowe         | Chris Wood       | Mitsubishi Lancer Evo VII     | -                            | N4 / PWRC | 4h18'38"8 | +18"3    | 6        |
| 3. (18.)               | 70       | Giovanni Manfrinato | Claudio Condotta | Mitsubishi Lancer Evo VI      | -                            | N4 / PWRC | 4h21'17"7 | +2'57"2  | 4        |
| 4. (20.)               | 53       | Alessandro Fiorio   | Enrico Cantoni   | Mitsubishi Carisma GT Evo VII | Ralliart Italia              | N4 / PWRC | 4h21'36"2 | +3'15"7  | 3        |
| 5. (23.)               | 52       | Marcos Ligato       | Ruben Garcia     | Mitsubishi Lancer Evo VII     | Top Run                      | N4 / PWRC | 4h22'38"4 | +4'17"9  | 2        |
| 6. (38.)               | 69       | Bernt Kollevold     | Ola Fløene       | Mitsubishi Lancer Evo VII     | Kollevold Rally Team         | N4 / PWRC | 4h52'08"3 | +33'47"8 | 1        |

| Principali ritiri | Principali ritiri | Principali ritiri | Principali ritiri | Principali ritiri      | Principali ritiri            | Principali ritiri | Principali ritiri | Principali ritiri |
| PS                | Nº                | Pilota            | Co-pilota         | Auto                   | Squadra                      | Classe            | Causa             | Pos.              |
| ----------------- | ----------------- | ----------------- | ----------------- | ---------------------- | ---------------------------- | ----------------- | ----------------- | ----------------- |
| PS 2              | 14                | Kenneth Eriksson  | Christina Thörner | Škoda Octavia WRC Evo3 | Škoda Motorsport             | WRC               | Incidente         | 9º                |
| PS 4              | 5                 | Colin McRae       | Nicky Grist       | Ford Focus RS WRC 02   | Ford Rallye Sport            | WRC               | Incidente         | 6º                |
| PS 11             | 9                 | Jani Paasonen     | Arto Kapanen      | Mitsubishi Lancer WRC2 | Marlboro Mitsubishi Ralliart | WRC               | Incidente         | 5º                |
| PS 14             | 6                 | Markko Märtin     | Michael Park      | Ford Focus RS WRC 02   | Ford Rallye Sport            | WRC               | Incidente         | 6º                |
| PS 15             | 1                 | Richard Burns     | Robert Reid       | Peugeot 206 WRC (2002) | Peugeot Total                | WRC               | Incidente         | 1º                |
| PS 25             | 11                | Petter Solberg    | Phil Mills        | Subaru Impreza WRC2002 | 555 Subaru WRT               | WRC               | Motore            | 3º                |

Legenda
| Icona | Classe                                                                                  |
| ----- | --------------------------------------------------------------------------------------- |
| WRC   | Equipaggio di classe A8 che può conquistare punti per il campionato costruttori WRC     |
| WRC   | Equipaggio di classe A8 che non può conquistare punti per il campionato costruttori WRC |
| PWRC  | Equipaggio registrato al campionato PWRC                                                |
| JWRC  | Equipaggio registrato al campionato Junior WRC                                          |
|       | Ulteriori classificazioni                                                               |

### Prove speciali
| Frazione           | Prova | Ora   | Nome            | Lunghezza | Vincitori                       | Tempo   | Velocità media | Leader del rally                |
| ------------------ | ----- | ----- | --------------- | --------- | ------------------------------- | ------- | -------------- | ------------------------------- |
| Frazione 1 (4 ott) | PS1   | 08:58 | Te Akau North   | 32,37 km  | Richard Burns Robert Reid       | 17'50"4 | 108,87 km/h    | Richard Burns Robert Reid       |
| Frazione 1 (4 ott) | PS2   | 11:06 | Maungatawhiri   | 6,52 km   | Richard Burns Robert Reid       | 3'41"3  | 106,06 km/h    | Richard Burns Robert Reid       |
| Frazione 1 (4 ott) | PS3   | 11:29 | Te Papatapu 1   | 16,62 km  | Richard Burns Robert Reid       | 11'05"2 | 89,95 km/h     | Richard Burns Robert Reid       |
| Frazione 1 (4 ott) | PS4   | 12:02 | Whaanga Coast   | 29,60 km  | Richard Burns Robert Reid       | 21'27"0 | 82,80 km/h     | Richard Burns Robert Reid       |
| Frazione 1 (4 ott) | PS5   | 13:53 | Te Hutewai      | 11,15 km  | Jani Paasonen Arto Kapanen      | 7'59"8  | 83,66 km/h     | Richard Burns Robert Reid       |
| Frazione 1 (4 ott) | PS6   | 14:21 | Te Papatapu 2   | 16,62 km  | Marcus Grönholm Timo Rautiainen | 10'37"7 | 93,82 km/h     | Richard Burns Robert Reid       |
| Frazione 1 (4 ott) | PS7   | 19:00 | Manukau Super 1 | 2,10 km   | Petter Solberg Phil Mills       | 1'21"3  | 92,99 km/h     | Richard Burns Robert Reid       |
| Frazione 1 (4 ott) | PS8   | 19:30 | Manukau Super 2 | 2,10 km   | Petter Solberg Phil Mills       | 1'20"8  | 93,56 km/h     | Richard Burns Robert Reid       |
|                    |       |       |                 |           |                                 |         |                | Richard Burns Robert Reid       |
| Frazione 2 (5 ott) | PS9   | 09:13 | Mititai Finish  | 20,15 km  | Richard Burns Robert Reid       | 10'05"2 | 119,86 km/h    | Richard Burns Robert Reid       |
| Frazione 2 (5 ott) | PS10  | 09:51 | Tokatoka 1      | 10,15 km  | Marcus Grönholm Timo Rautiainen | 5'09"9  | 117,91 km/h    | Richard Burns Robert Reid       |
| Frazione 2 (5 ott) | PS11  | 11:01 | Parahi - Ararua | 59,00 km  | Richard Burns Robert Reid       | 33'37"7 | 105,27 km/h    | Richard Burns Robert Reid       |
| Frazione 2 (5 ott) | PS12  | 14:13 | Batley          | 17,46 km  | Marcus Grönholm Timo Rautiainen | 9'36"4  | 109,05 km/h    | Richard Burns Robert Reid       |
| Frazione 2 (5 ott) | PS13  | 14:41 | Waipu Gorge     | 11,24 km  | Richard Burns Robert Reid       | 6'25"5  | 104,96 km/h    | Richard Burns Robert Reid       |
| Frazione 2 (5 ott) | PS14  | 14:59 | Brooks          | 16,03 km  | Richard Burns Robert Reid       | 9'37"1  | 100,00 km/h    | Richard Burns Robert Reid       |
| Frazione 2 (5 ott) | PS15  | 15:27 | Paparoa Station | 11,64 km  | Marcus Grönholm Timo Rautiainen | 6'11"9  | 112,68 km/h    | Marcus Grönholm Timo Rautiainen |
| Frazione 2 (5 ott) | PS16  | 17:17 | Cassidy         | 21,64 km  | Marcus Grönholm Timo Rautiainen | 12'16"0 | 105,85 km/h    | Marcus Grönholm Timo Rautiainen |
| Frazione 2 (5 ott) | PS17  | 18:00 | Mititai         | 26,67 km  | Marcus Grönholm Timo Rautiainen | 13'32"8 | 118,13 km/h    | Marcus Grönholm Timo Rautiainen |
| Frazione 2 (5 ott) | PS18  | 18:43 | Tokatoka 2      | 10,15 km  | Marcus Grönholm Timo Rautiainen | 5'18"4  | 114,76 km/h    | Marcus Grönholm Timo Rautiainen |
|                    |       |       |                 |           |                                 |         |                | Marcus Grönholm Timo Rautiainen |
| Frazione 3 (6 ott) | PS19  | 08:08 | Otorohea Trig   | 4,62 km   | Marcus Grönholm Timo Rautiainen | 3'05"6  | 89,61 km/h     | Marcus Grönholm Timo Rautiainen |
| Frazione 3 (6 ott) | PS20  | 08:31 | Te Akau South   | 32,43 km  | Marcus Grönholm Timo Rautiainen | 18'43"3 | 103,93 km/h    | Marcus Grönholm Timo Rautiainen |
| Frazione 3 (6 ott) | PS21  | 10:49 | Ridge 1         | 8,53 km   | Marcus Grönholm Timo Rautiainen | 4'45"8  | 107,45 km/h    | Marcus Grönholm Timo Rautiainen |
| Frazione 3 (6 ott) | PS22  | 11:05 | Campbell 1      | 7,44 km   | Marcus Grönholm Timo Rautiainen | 3'55"8  | 113,59 km/h    | Marcus Grönholm Timo Rautiainen |
| Frazione 3 (6 ott) | PS23  | 11:23 | Ridge 2         | 8,53 km   | Marcus Grönholm Timo Rautiainen | 4'43"4  | 108,36 km/h    | Marcus Grönholm Timo Rautiainen |
| Frazione 3 (6 ott) | PS24  | 11:39 | Campbell 2      | 7,44 km   | Marcus Grönholm Timo Rautiainen | 3'52"9  | 115,00 km/h    | Marcus Grönholm Timo Rautiainen |
| Frazione 3 (6 ott) | PS25  | 12:22 | Fyfe 1          | 10,60 km  | Marcus Grönholm Timo Rautiainen | 5'47"4  | 109,84 km/h    | Marcus Grönholm Timo Rautiainen |
| Frazione 3 (6 ott) | PS26  | 12:52 | Fyfe 2          | 10,60 km  | Marcus Grönholm Timo Rautiainen | 5'40"1  | 112,20 km/h    | Marcus Grönholm Timo Rautiainen |

## Classifiche mondiali
Classifica piloti
| Pos. | Pos. | Pilota            | Punti |
| ---- | ---- | ----------------- | ----- |
| 1    |      | Marcus Grönholm   | 67    |
| 2    |      | Richard Burns     | 34    |
| 2    |      | Colin McRae       | 33    |
| 4    |      | Gilles Panizzi    | 31    |
| 5    |      | Carlos Sainz      | 29    |
| 6    | 2    | Harri Rovanperä   | 24    |
| 7    | 1    | Petter Solberg    | 23    |
| 8    | 1    | Tommi Mäkinen     | 19    |
| 9    | 2    | Sébastien Loeb    | 18    |
| 10   |      | Markko Märtin     | 12    |
| 11   |      | Philippe Bugalski | 7     |
| 12   |      | Thomas Rådström   | 4     |
| 13   | N    | Juha Kankkunen    | 2     |
| 14   | 1    | Alister McRae     | 2     |
| 15   | 1    | Toni Gardemeister | 2     |
| 16   | 1    | Bruno Thiry       | 2     |
| 17   | N    | Freddy Loix       | 1     |
| 18   | 2    | Kenneth Eriksson  | 1     |
| 19   | 2    | Jesús Puras       | 1     |

Classifica costruttori WRC
| Pos. | Pos. | Squadra                      | Punti |
| ---- | ---- | ---------------------------- | ----- |
| 1    |      | Peugeot Total                | 147   |
| 2    |      | Ford Rallye Sport            | 89    |
| 3    |      | 555 Subaru WRT               | 50    |
| 4    | 2    | Hyundai Castrol WRT          | 9     |
| 5    | 1    | Marlboro Mitsubishi Ralliart | 9     |
| 6    | 1    | Škoda Motorsport             | 8     |